# Ceroma pictulum
Espèce
Ceroma pictulum est une espèce de solifuges de la famille des Ceromidae.

## Distribution
Cette espèce se rencontre en Afrique du Sud et en Namibie.

## Description
Le mâle holotype mesure 15 mm.

## Publication originale
- Pocock, 1902 : Descriptions of some new species of African Solifugae and Araneae. Annals and Magazine of Natural History, sér. 7, vol. 10, p. 6-27 (texte intégral).